# Landivy
Landivy est une commune française, située dans le département de la Mayenne en région Pays de la Loire
Landivy était le chef-lieu du canton jusqu'en 2015.

## Géographie

### Localisation
La commune de Landivy est située dans le département de la Mayenne, à l'angle des départements de la Mayenne (Bas-Maine), de la Manche et d'Ille-et-Vilaine et donc aux confins des régions Pays de la Loire, Basse-Normandie et Bretagne. 
Son bourg est à 7,5 km à l'est de Louvigné-du-Désert, à 13 km au sud de Saint-Hilaire-du-Harcouët, à 21 km au nord-ouest de Gorron, à 21 km au nord-est de Fougères et à 23 km au nord d'Ernée.
La commune fait partie de la province historique du Maine, et se situe dans le Bas-Maine.
Elle se trouve dans la zone d'emploi de Laval et dans le bassin de vie de Louvigné-du-Désert.

### Communes limitrophes
Les communes limitrophes sont Savigny-le-Vieux, La Bazouge-du-Désert, Louvigné-du-Désert, Buais-Les-Monts, Les Loges-Marchis, La Dorée, Fougerolles-du-Plessis, Pontmain et Saint-Mars-sur-la-Futaie.
| Les Loges-Marchis (Manche), Louvigné-du-Désert (Ille-et-Vilaine) | Savigny-le-Vieux (Manche) | Savigny-le-Vieux (Manche), Buais-Les-Monts (comm. dél. de Buais, Manche) |
| Louvigné-du-Désert (Ille-et-Vilaine)                             | Landivy                   | Fougerolles-du-Plessis                                                   |
| La Bazouge-du-Désert (Ille-et-Vilaine), Pontmain                 | Saint-Mars-sur-la-Futaie  | La Dorée                                                                 |

### Géologie et relief
La superficie de la commune est de 28,54 km2 ; son altitude varie de 92  à   231 mètres. 

### Hydrographie

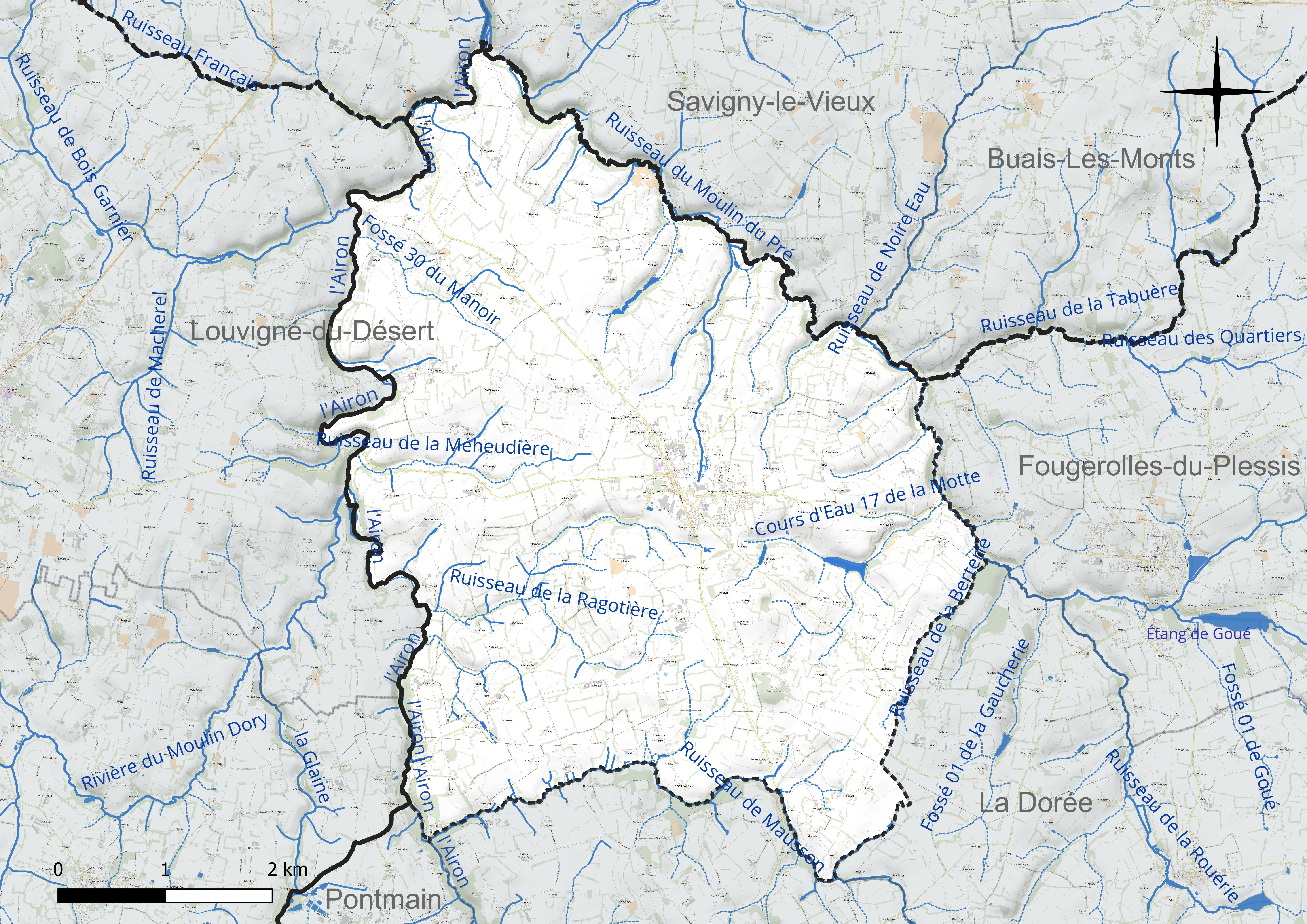
Carte hydrographique de la commune.

Le territoire communal est traversé par l'Airon et la Cambre.

### Climat
Pour des articles plus généraux, voir Climat des Pays de la Loire et Climat de la Mayenne.
En 2010, le climat de la commune est de type climat océanique franc, selon une étude du CNRS s'appuyant sur une série de données couvrant la période 1971-2000. En 2020, Météo-France publie une typologie des climats de la France métropolitaine dans laquelle la commune est exposée à un climat océanique et est dans la région climatique  Bretagne orientale et méridionale, Pays nantais, Vendée, caractérisée par une faible pluviométrie en été et une bonne insolation. 
Pour la période 1971-2000, la température annuelle moyenne est de 10,6 °C, avec une amplitude thermique annuelle de 13,2 °C. Le cumul annuel moyen de précipitations est de 992 mm, avec 14,4 jours de précipitations en janvier et 8,8 jours en juillet. Pour la période 1991-2020, la température moyenne annuelle observée sur la station météorologique de Météo-France la plus proche, « Saint-Mars/la-Futa », sur la commune de Saint-Mars-sur-la-Futaie à 5 km à vol d'oiseau, est de 11,3 °C et le cumul annuel moyen de précipitations est de 929,3 mm,. Pour l'avenir, les paramètres climatiques de la commune estimés pour 2050 selon différents scénarios d'émission de gaz à effet de serre sont consultables sur un site dédié publié par Météo-France en novembre 2022.

### Paysages
Landivy est situé sur les Marches de Bretagne, zone de bocage au nord-ouest du département mayennais. Le sous-sol est composé de roches résistantes comme le granite et de plusieurs autres roches plus tendres, engendrant un paysage vallonné avec de petits cours d’eau mais peu de mares. Sa surface boisée est faible et, à part la forêt de Mayenne, il n’y a que des petits bois. Par contre, le nombre de châtaigniers est élevé mais a diminué à cause des cultures. Cette zone fait essentiellement de l’élevage bovin et porcin donc la surface des prairies est très importante. Les paysages sont très verts, on est à 40 km du mont Saint-Michel donc la campagne de Landivy bénéficie du climat océanique. Les précipitations sont souvent supérieures à 900 mm/an, la température moyenne est fraîche, autour de 10,5 °C. Le ciel est souvent nuageux,.

### Milieux naturels et biodiversité
Les Marches de Bretagne possèdent une belle biodiversité, avec plusieurs espèces d’animaux comme, le chevreuil, le sanglier, l’hermine, la belette, la fouine, le blaireau, le renard…
Il y a énormément de rongeurs comme les rats, les lapins, les campagnols, les écureuils , les musaraignes.

## Urbanisme

### Typologie
Au 1er janvier 2024, Landivy est catégorisée commune rurale à habitat dispersé, selon la nouvelle grille communale de densité à sept niveaux définie par l'Insee en 2022.
Elle est située hors unité urbaine et hors attraction des villes,.

### Occupation des sols

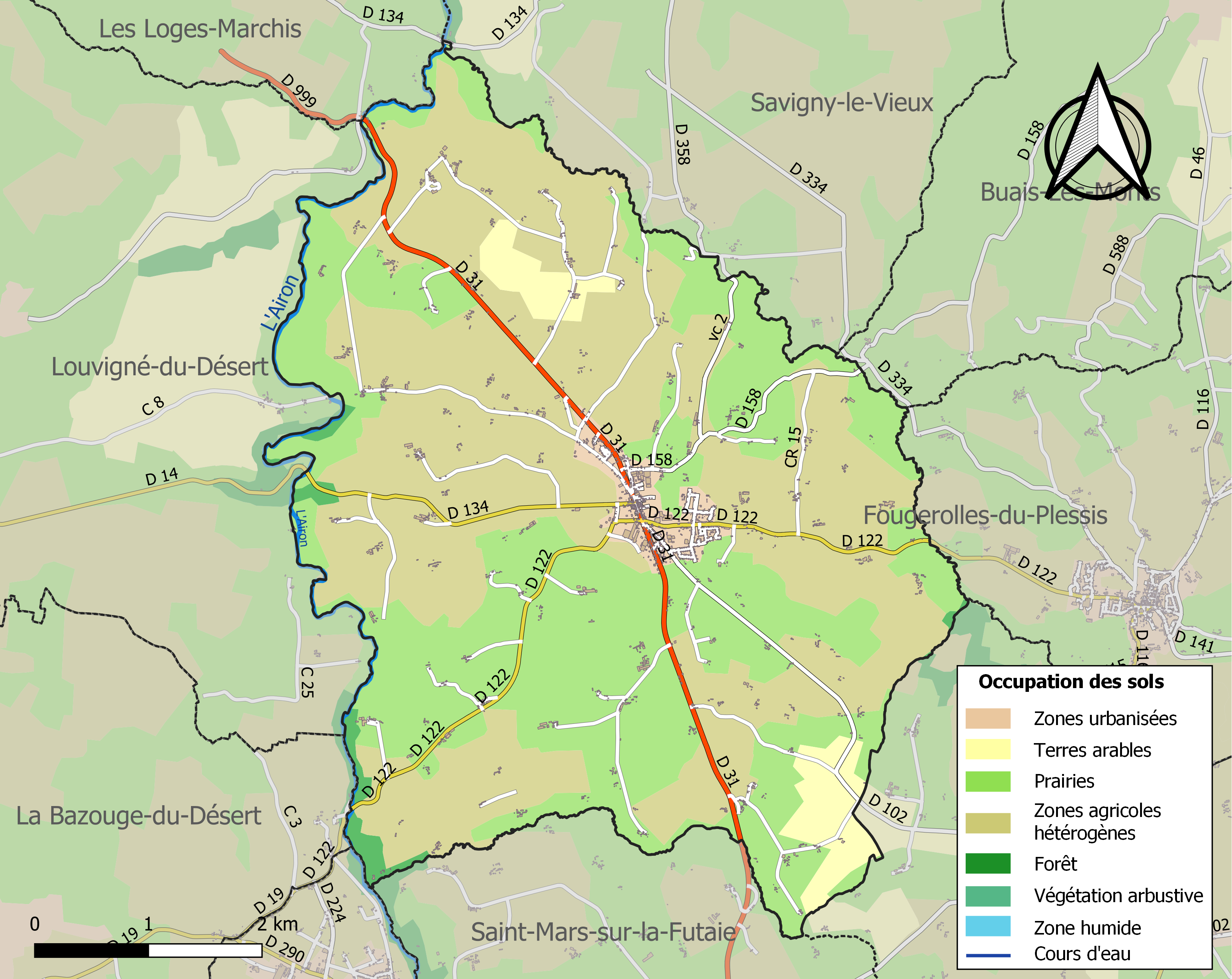
Carte des infrastructures et de l'occupation des sols de la commune en 2018 (CLC).

L'occupation des sols de la commune, telle qu'elle ressort de la base de données européenne d’occupation biophysique des sols Corine Land Cover (CLC), est marquée par l'importance des territoires agricoles (96 % en 2018), une proportion sensiblement équivalente à celle de 1990 (96,7 %). 
La répartition détaillée en 2018 est la suivante : zones agricoles hétérogènes (52,1 %), prairies (40 %), terres arables (4 %), zones urbanisées (2,6 %), forêts (1,3 %). 
L'évolution de l’occupation des sols de la commune et de ses infrastructures peut être observée sur les différentes représentations cartographiques du territoire : la carte de Cassini (XVIIIe siècle), la carte d'état-major (1820-1866) et les cartes ou photos aériennes de l'IGN pour la période actuelle (1950 à aujourd'hui).

### Habitat et logement
En 2022, le nombre total de logements dans la commune était de 672, alors qu'il était de 665 en 2016 et de 654 en 2011. Parmi ces logements, 74,9 % étaient des résidences principales, 8,5 % des résidences secondaires et 16,7 % des logements vacants. Ces logements étaient pour 94,6 % d'entre eux des maisons individuelles et pour 5,2 % des appartements. Le tableau ci-dessous présente la typologie des logements à Landivy en 2022 en comparaison avec celle de la Mayenne et de la France entière. Une caractéristique marquante du parc de logements est ainsi une proportion de résidences secondaires et logements occasionnels (8,5 %) supérieure à celle du département (5,3 %) mais inférieure à celle de la France entière (9,7 %). 
| Typologie                                               | Landivy | Mayenne | France entière |
| ------------------------------------------------------- | ------- | ------- | -------------- |
| Résidences principales (en %)                           | 74,9    | 85,5    | 82,3           |
| Résidences secondaires et logements occasionnels (en %) | 8,5     | 5,3     | 9,7            |
| Logements vacants (en %)                                | 16,7    | 9,2     | 8              |

### Voies de communication et transports
Landivy est situé sur la RD 31 qui la relie à Saint-Hilaire-du-Harcouët (Manche) au nord et à Ernée et Laval au sud. La commune est desservie par la ligne 116 du réseau régional Aléop.

## Toponymie
Le nom de la localité est attesté sous la forme Landevico au XIe siècle.
Il s'agit d'une formation toponymique médiévale basée sur les appellatifs lande et vic, terme d'ancien français désignant un village ou une petite ville.
Le français lande est issu du gaulois *landa, désignant un espace non cultivé et l'ancien français vic du latin vicus « village ».
Remarque : Ce type toponymique est insolite, le second élément des formations toponymiques environnante en Lande- étant généralement un anthroponyme, par exemple : Landigou (Orne, Landa Ingulfi 1180) ou Landisacq (Orne, Landa Ysaac vers 1350)
Le gentilé est Landivysien.

## Histoire

### Antiquité
Une stèle gauloise a été trouvée à Landivy en 1972 (ferme de la Davoudière), elle est exposée devant la mairie de Landivy. Si des stèles gauloises de différents types existent dans d'autres régions d'Europe, cette stèle présente un aspect que l’on trouve essentiellement dans le nord de la Mayenne : face antérieure plate et forme en ogive. L'existence de ces stèles s’explique par la présence des Diablintes, tribu gauloise.

### Ancien Régime.
À Landivy, les gens n’appréciaient pas du tout la gabelle, impôt indirect sur le sel. Ils le montraient en l’écrivant dans des cahiers de doléances de 1788, juste avant le déclenchement de la Révolution française. Ces cahiers permettaient de déposer des plaintes que le roi recevait ensuite.
La gabelle obligeait les gens à acheter du sel en quantité chaque année. Dans le Maine, donc à Landivy, le sel valait 59 livres (50 kg), alors qu’en Bretagne il en valait 2 livres. Il était donc assez simple de faire de la contrebande, les contrebandiers traversaient la rivière de l’Airon pour acheter le sel moins cher, pour ensuite le revendre et donc se faire un gros bénéfice.
Les gens hésitent à faire du commerce à Landivy car les péages sont très coûteux pour le passage des frontières. Landivy a la malchance de se situer aux frontières des provinces de Normandie et de Province de Bretagne.
« De toutes les paroisses les paroisses du Maine, celle de Landivy est par sa position physique malheureusement nécessitée en être victime, formant une presqu’île entre la Normandie et la Bretagne. La difficulté ou, pour mieux dire, l’impossibilité de transporter aucune denrée au marché voisin sans payer des droits prodigieux, énerve toute industrie, détruit tout commerce… »

### Époque contemporaine.
La ville était desservie par trois lignes de chemin de fer secondaire à voie métrique. Les deux premières lignes, exploitées par les chemins de fer départementaux de la Mayenne (CFDM) reliaient Landivy à Mayenne et Landivy à Laval. La commune de Landivy fut également desservie par la ligne des Chemins de fer de la Manche (CFM) reliant Landivy à Saint-Hilaire-du-Harcouët.
En 1902, la gare de Landivy avait accueilli 13 737 voyageurs.

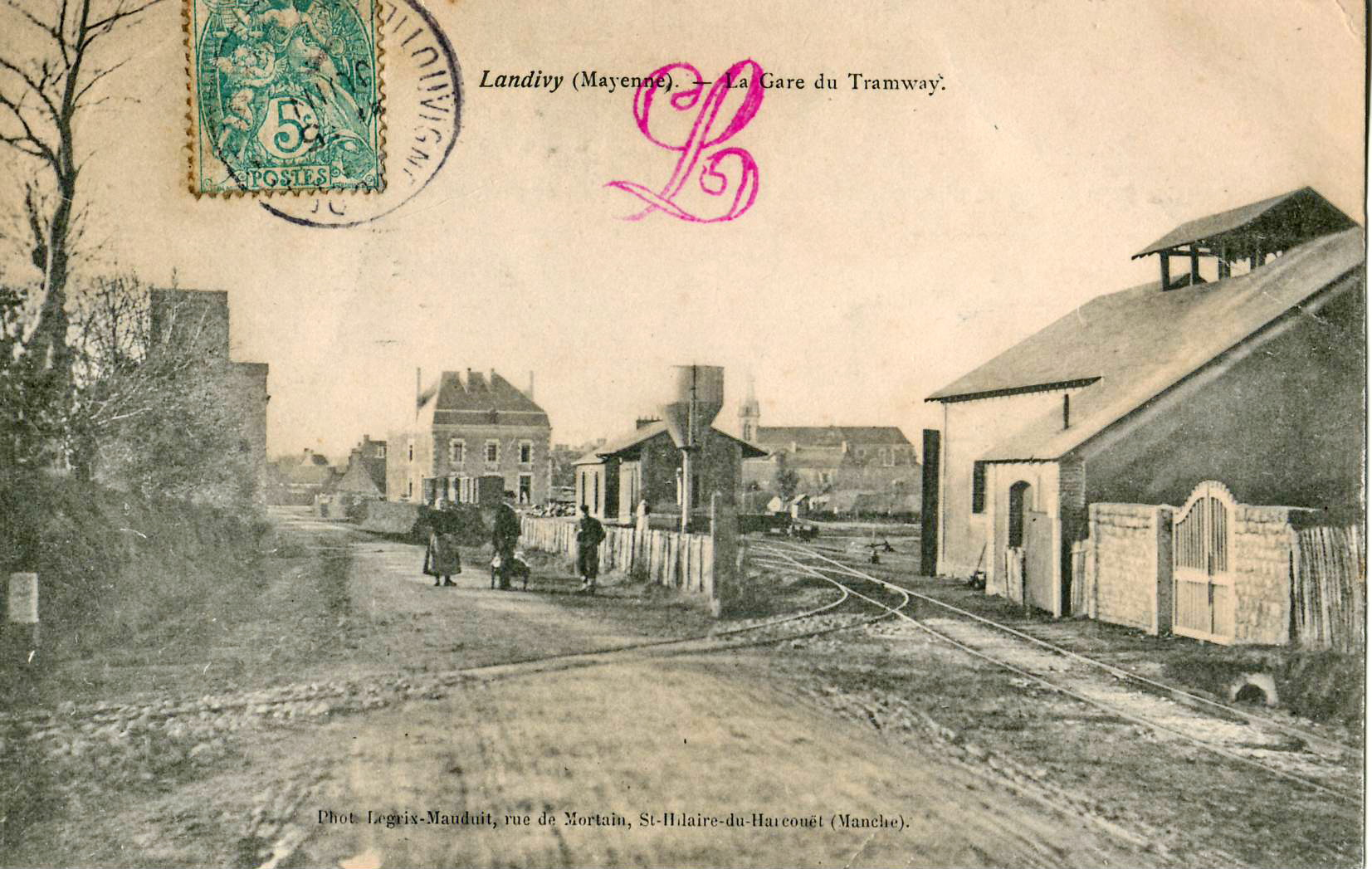
La gare du chemin de fer qui reliait Landivy à Laval et à Mayenne, de 1900 à 1938.

### Première Guerre mondiale
Lors de la première guerre mondiale (1914–1918) la commune de Landivy perd 85 hommes. L’un d’entre, le sergent François Vannier (1890–1914), instituteur public, a donné son nom à l’école où il enseignait.

### Seconde Guerre mondiale
À la suite de la rafle du Vel d’Hiv, plusieurs réseaux de résistance se créent pour sauver des enfants juifs. Des jeunes femmes les faisaient passer pour des orphelins de guerre, et les acheminaient dans des familles en campagne où ils étaient nourris, élevés, scolarisés et protégés. Landivy, comme Fougerolles-du-Plessis et Savigny, accueille environ 70 enfants,. Les descendants de ces familles reçoivent la médaille du Juste décernée par le mémorial israélien Yad Vashem.

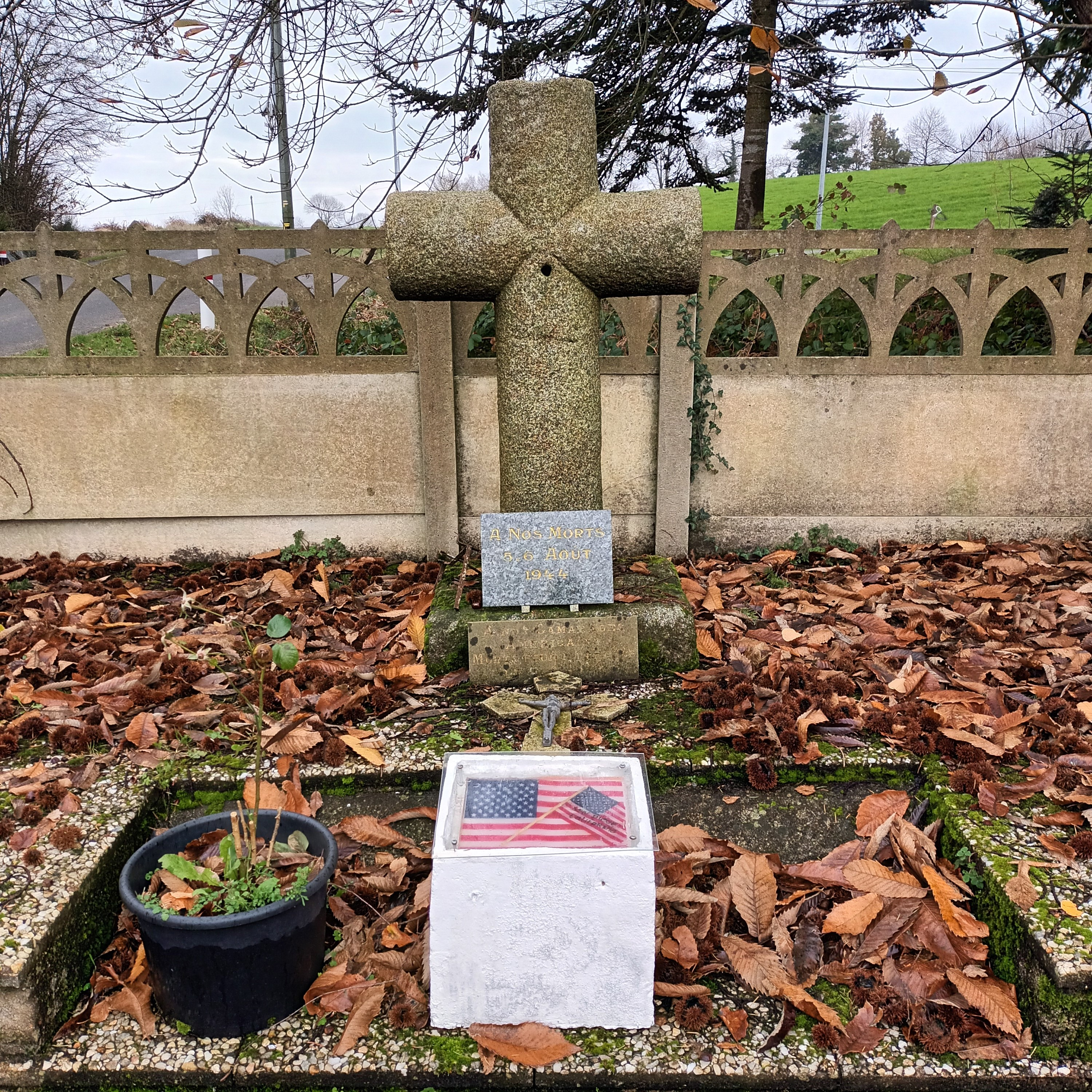
Le mémorial de la libération.

Landivy est libéré par Le 3e bataillon du 358e régiment d'infanterie (en) le 3 août 1944 sans opposition. Lors d'une cérémonie à l'honneur des libérateurs, les habitants, très accueillants, ont présenté les clés de la ville au capitaine Robert Burns. 
Le 6 août 1944, l’opération liège de Hitler est censée fermer le Cotentin et éradiquer l’armée américaine, déjà au sud de cette frontière hypothétique depuis le début du mois. Des soldats américains, ainsi que deux civils français (Lemonnier) ont payé le prix de la liberté avec leurs vies sous les bombardements préparatoires du dictateur à Landivy,.

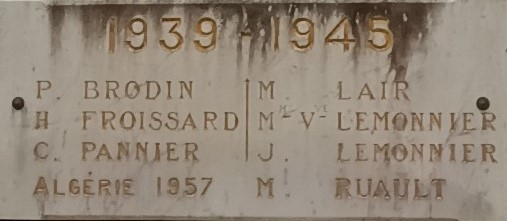
Les victimes françaises de la seconde guerre.

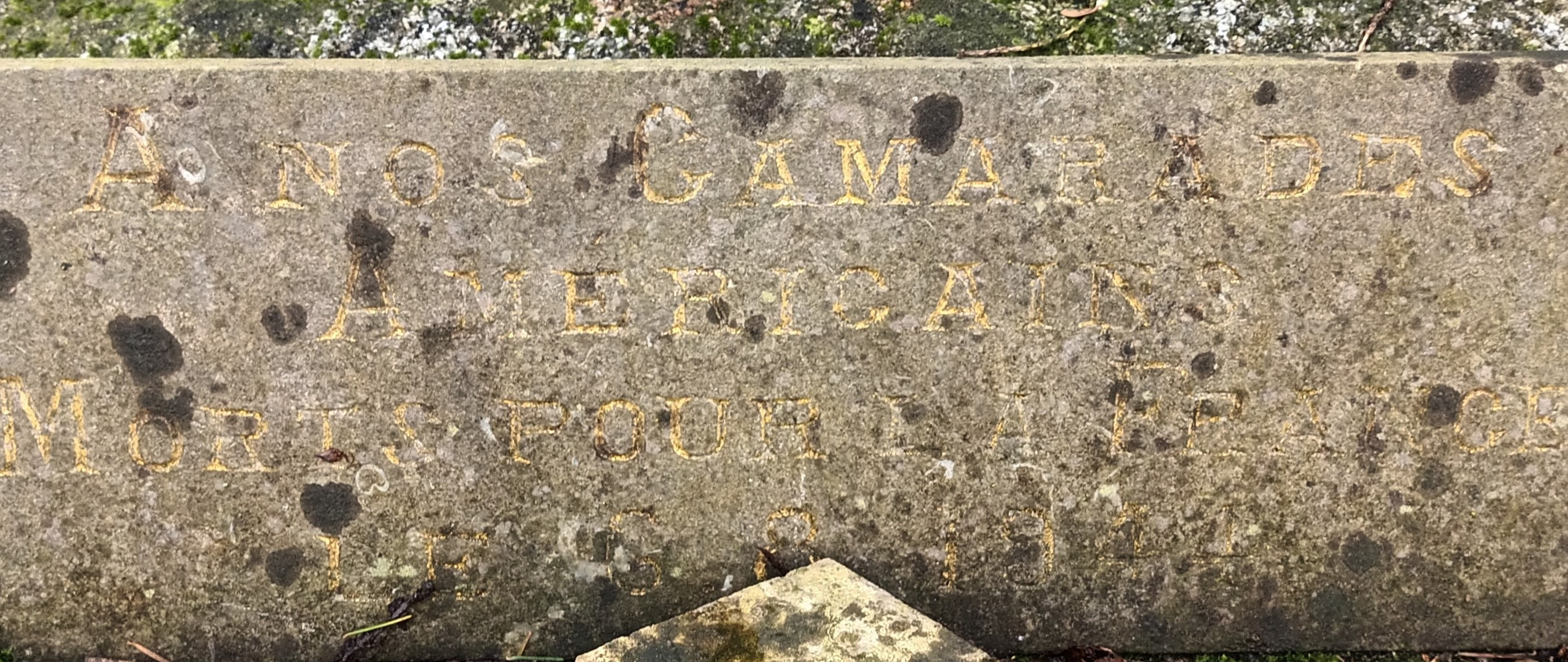
L'inscription aux camarades américains sur le mémorial de Landivy.

## Politique et administration

### Rattachements administratifs et électoraux

#### Rattachements administratifs
La commune se trouve  dans l'arrondissement de Mayenne du département de la Mayenne.
Elle était depuis 1793 le chef-lieu du canton de Landivy. Dans le cadre du redécoupage cantonal de 2014 en France, cette circonscription administrative territoriale a disparu, et le canton n'est plus qu'une circonscription électorale.

#### Rattachements électoraux
Pour les élections départementales, la commune fait partie depuis 2014 du canton de Gorron.
Pour l'élection des députés, elle fait partie depuis 1958 de la troisième circonscription de la Mayenne. 

### Intercommunalité
La commune est membre fondateur de la communauté de communes du Bocage Mayennais, un établissement public de coopération intercommunale (EPCI) à fiscalité propre créé en 1993 et auquel la commune avait transféré un certain nombre de ses compétences, dans les conditions déterminées par le code général des collectivités territoriales.

### Administration municipale
Le conseil municipal est composé de quinze membres dont le maire et, pour la mandature 2020-2026, quatre adjoints.

### Tendances politiques et résultats
Lors des élections municipales de 2014 dans la Mayenne, la liste DVD menée par le maire sortant Marcel Ronceray — élu en 2018 après la mort de Jean-Pierre Dupuis — est la seule candidate. Elle obtient la totalité des suffrages exprimés, 346 voix et est donc élue en totalité. Deux de ses membres siègent également au conseil communautaire.
36,39 % des électeurs se sont abstenus et 40,55 % des votants ont choisi un bulletin blanc ou nul.
Lors des élections municipales de 2020 dans la Mayenne, la liste DVD menée par le maire sortant Marcel Ronceray est la seule candidate. Elle obtient la totalité des suffrages exprimés, 267 voix, et est donc élue en totalité. Deux de ses membres sont également conseillers communautaires. 
55,58 % des électeurs se sont abstenus lors d'un scrutin marqué par la pandémie de Covid-19 en France et 30,11 % des votants ont choisi un bulletin blanc ou nul.

### Liste des maires
| Période                                  | Période                      | Identité                            | Étiquette | Qualité |
| ---------------------------------------- | ---------------------------- | ----------------------------------- | --------- | --- |
| Les données manquantes sont à compléter. |                              |                                     |           | |
| 1790                                     |                              | Jean Baptiste Maximilien Voillaume  |           | curé |
| 1793                                     |                              | R. Clouard                          |           | |
| 1793                                     |                              | Hossard                             |           | |
| 1798                                     |                              | Hamon                               |           | président de l'administration cantonale ; Lefrançois, maire, 1798 |
| 1800                                     | 1813                         | Étienne-Pierre Barabé               |           | notaire |
| 1816                                     | 1830                         | Jean-Baptiste Dugué-Latouche        |           | |
| 1830                                     | 1831                         | Joseph Hossard                      |           | |
| 1831                                     | 1836                         | César-Marie-Pierre Brochard         |           | |
| 1836                                     | 1840                         | Louis-René-Alexandre Hamon-Landelle |           | |
| 1840                                     | 1848                         | Jean-François Ledauphin-Dubourg     |           | Avocat, juge au tribunal de Mayenne Conseiller d'arrondissement de Landivy (1839 → 1842) Conseiller général de Landivy (1842 → 1848) Mort en fonction                                           |
| 1848                                     | 1855                         | Hyacinthe Hossard                   |           | |
| 1855                                     |                              | Joseph Hossard                      |           | |
| 1870                                     | 1878                         | Ernest Le Dauphin Parti=Droite      |           | Propriétaire Conseiller d’arrondissement de Landivy (1886 → 1877) |
| 1878                                     | 1888                         | François Hamon                      |           | Greffier Conseiller d'arrondissement de Landivy (1883 → 1888 Mort en fonction |
| 1888                                     |                              | M. Le Dauphin                       |           | |
| 1904                                     |                              | M. Nourry                           |           | |
| 1915                                     | 1920                         | Firmin Boulanger                    |           | |
| 1924                                     |                              | Henri Guilloux                      | RG        | Juge de paix Conseiller d'arrondissement de Landivy (1919 → 1928 |
|                                          |                              |                                     |           | |
| 1944                                     | 1947                         | Henri Maudet                        | SE        | |
| 1947                                     | 1995                         | Maurice Loisel                      | SE        | Médecin Président de la CC du Bocage Mayennais (1989 → 1995) |
| 1995                                     | janvier 2018,                | Jean-Pierre Dupuis,                 | DVD       | Vétérinaire, Conseiller général de Landivy (1998 → 2015) Vice-président du conseil général de la Mayenne (2011 → 2013) Vice-président de la CC du Bocage Mayennais ( ? → 2018) Mort en fonction |
| janvier 2018                             | En cours (au 8 juillet 2025) | Marcel Ronceray                     | SE        | Ancien professeur de sport et de mathématiques Réélu pour le mandat 2020-2026 |

## Population  et société

### Démographie
L'évolution du nombre d'habitants est connue à travers les recensements de la population effectués dans la commune depuis 1793. Pour les communes de moins de 10 000 habitants, une enquête de recensement portant sur toute la population est réalisée tous les cinq ans, les populations de référence des années intermédiaires étant quant à elles estimées par interpolation ou extrapolation. Pour la commune, le premier recensement exhaustif entrant dans le cadre du nouveau dispositif a été réalisé en 2006.

En 2022, la commune comptait 1 100 habitants, en évolution de −4,1 % par rapport à 2016 (Mayenne : −0,73 %, France hors Mayotte : +2,11 %).
| 1793  | 1800  | 1806  | 1821  | 1831  | 1836  | 1841  | 1846  | 1851  |
| ----- | ----- | ----- | ----- | ----- | ----- | ----- | ----- | ----- |
| 1 631 | 1 872 | 1 854 | 1 820 | 1 911 | 2 013 | 1 950 | 2 001 | 2 085 |

| 1856  | 1861  | 1866  | 1872  | 1876  | 1881  | 1886  | 1891  | 1896  |
| ----- | ----- | ----- | ----- | ----- | ----- | ----- | ----- | ----- |
| 2 104 | 2 107 | 2 087 | 2 020 | 2 005 | 1 946 | 1 982 | 1 961 | 1 931 |

| 1901  | 1906  | 1911  | 1921  | 1926  | 1931  | 1936  | 1946  | 1954  |
| ----- | ----- | ----- | ----- | ----- | ----- | ----- | ----- | ----- |
| 1 915 | 1 896 | 1 844 | 1 715 | 1 746 | 1 703 | 1 665 | 1 680 | 1 593 |

| 1962  | 1968  | 1975  | 1982  | 1990  | 1999  | 2006  | 2011  | 2016  |
| ----- | ----- | ----- | ----- | ----- | ----- | ----- | ----- | ----- |
| 1 565 | 1 525 | 1 473 | 1 456 | 1 391 | 1 286 | 1 212 | 1 153 | 1 147 |

| 2021  | 2022  | - | - | - | - | - | - | - |
| ----- | ----- | - | - | - | - | - | - | - |
| 1 118 | 1 100 | - | - | - | - | - | - | - |

Le maximum de la population de Landivy a été atteint en 1861 avec 2 107.

### Sports et loisirs
Le Football club Landivy-Pontmain fait évoluer trois équipes de football en divisions de district dont une équipe de vétérans.
L'Amicale laïque de Landivy propose plusieurs activités, notamment de la gymnastique, du badminton et du judo.
L'Association sportive du canton de Landivy (ASCL) permet à ses adhérents de pratiquer différents sports. La section hand-ball féminine est particulièrement active. La section football regroupe les jeunes de différentes communes du canton au sein d'une école de football qui compte une centaine de licenciés, des niveaux U7 à U18.

## Économie
Plusieurs PME sont installées[Quand ?] à Landivy et emploient de nombreuses personnes[réf. nécessaire] :
- Desvoys[47], constructeur fabricant de matériel agricole, est une entreprise familiale qui a été créée à Landivy dans les années 1950. Le siège social ainsi qu'une des usines y sont toujours situés ;
- l'usine Monbana a été créée à Landivy en 1934. Elle a fermé ses portes le 18 juillet 2016 pour se déplacer à Saint-Sauveur-des-Landes, où elle a rouvert le 5 septembre 2016[48] ;
- Socopa Cuirs (Groupe Bigard), usine de traitement de peaux.

## Culture locale et patrimoine

### Lieux et monuments
- La chapelle du Pont-au-Bray, située sur le chemin montais, route du pèlerinage allant au Mont-Saint-Michel à partir du Moyen Âge. Elle abrite une Vierge à l'Enfant assise du XIVe siècle classée à titre d'objet aux Monuments historiques[49].
- Le château de Mausson (XVe et XVIe siècles), classé Monument historique depuis 1912[50].
- L'église Saint-Martin du XIXe siècle.
- La maison de la Dîme située au 4, rue de l'Enfer. Plusieurs moines de l'abbaye de Savigny y demeuraient, ainsi que dans les habitations situées à proximité du parvis et du cimetière de l’église. Ils possédaient et cultivaient de grandes étendues de terre, autant en Normandie que dans la province du Maine. Elles comptent de nombreuses fermes, forêts, étangs et moulins. La maison de la dîme est reconnaissable au décor sculpté dans le granite de sa porte[51].
- Le monument aux morts est construit sur décision du conseil municipal du 28 juin 1920 et est inauguré le 11 novembre de la même année, pendant les festivités de commémoration de l’Armistice[52].

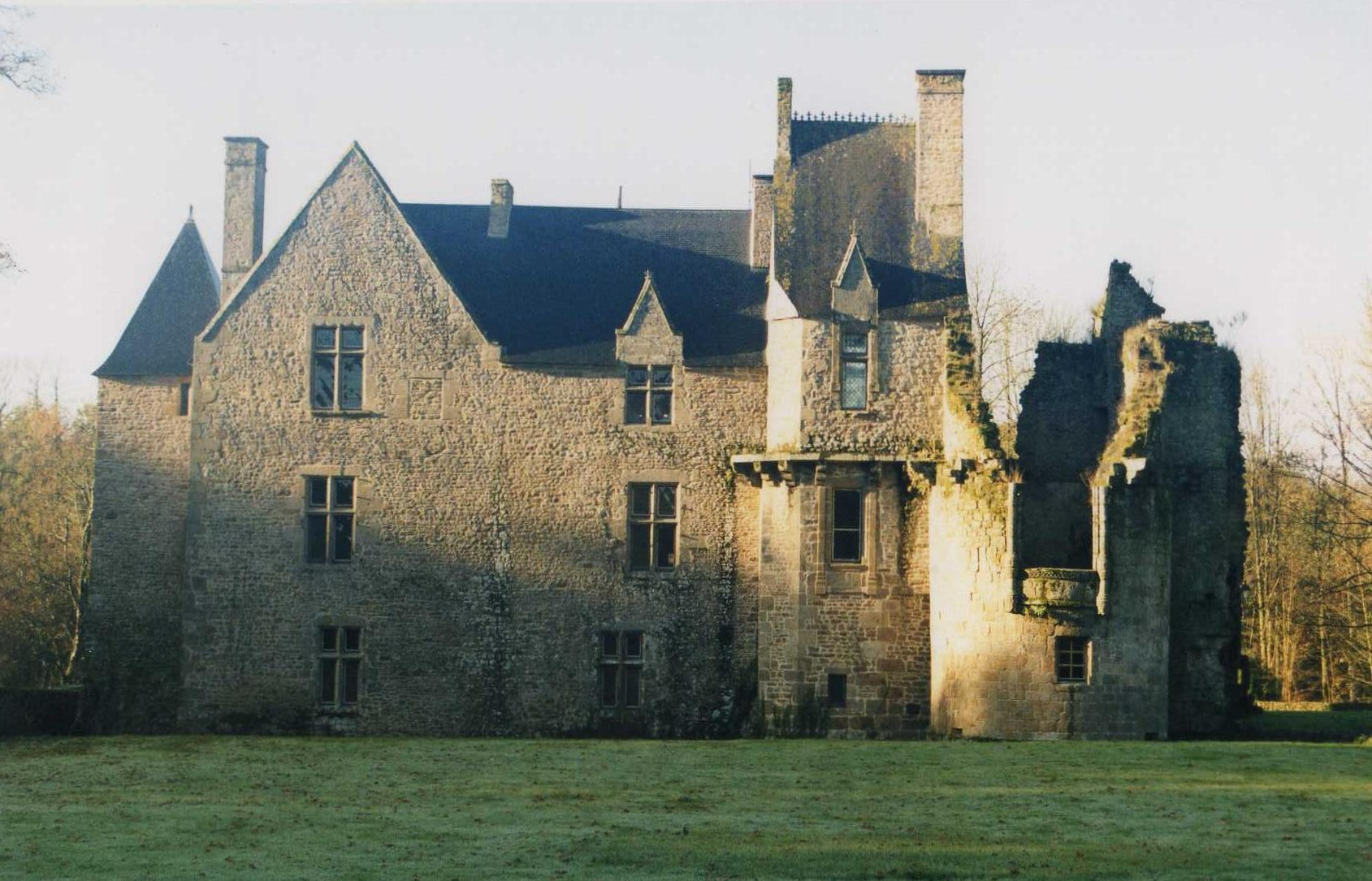
Le château de Mausson.
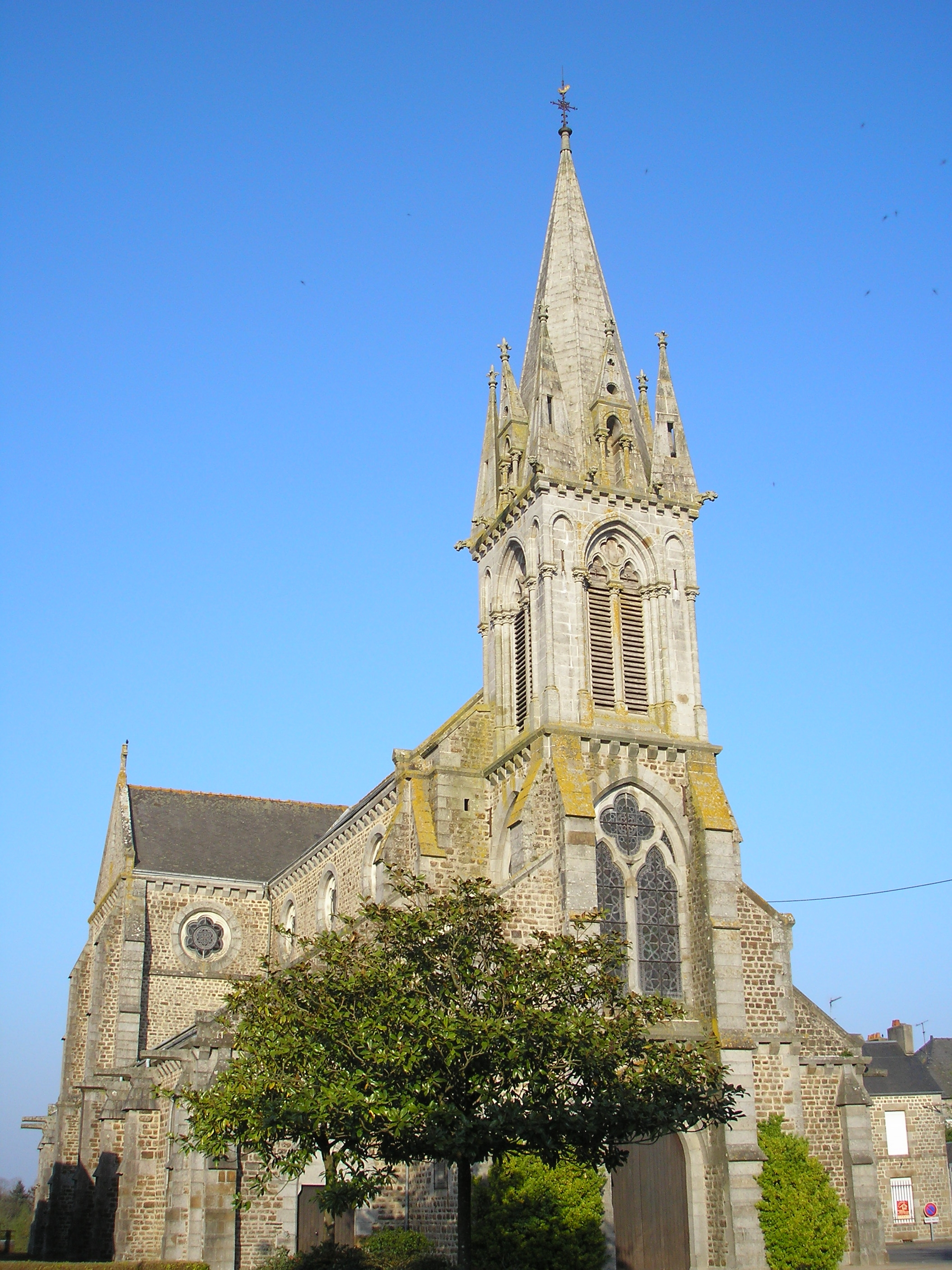
L'église Saint-Martin.
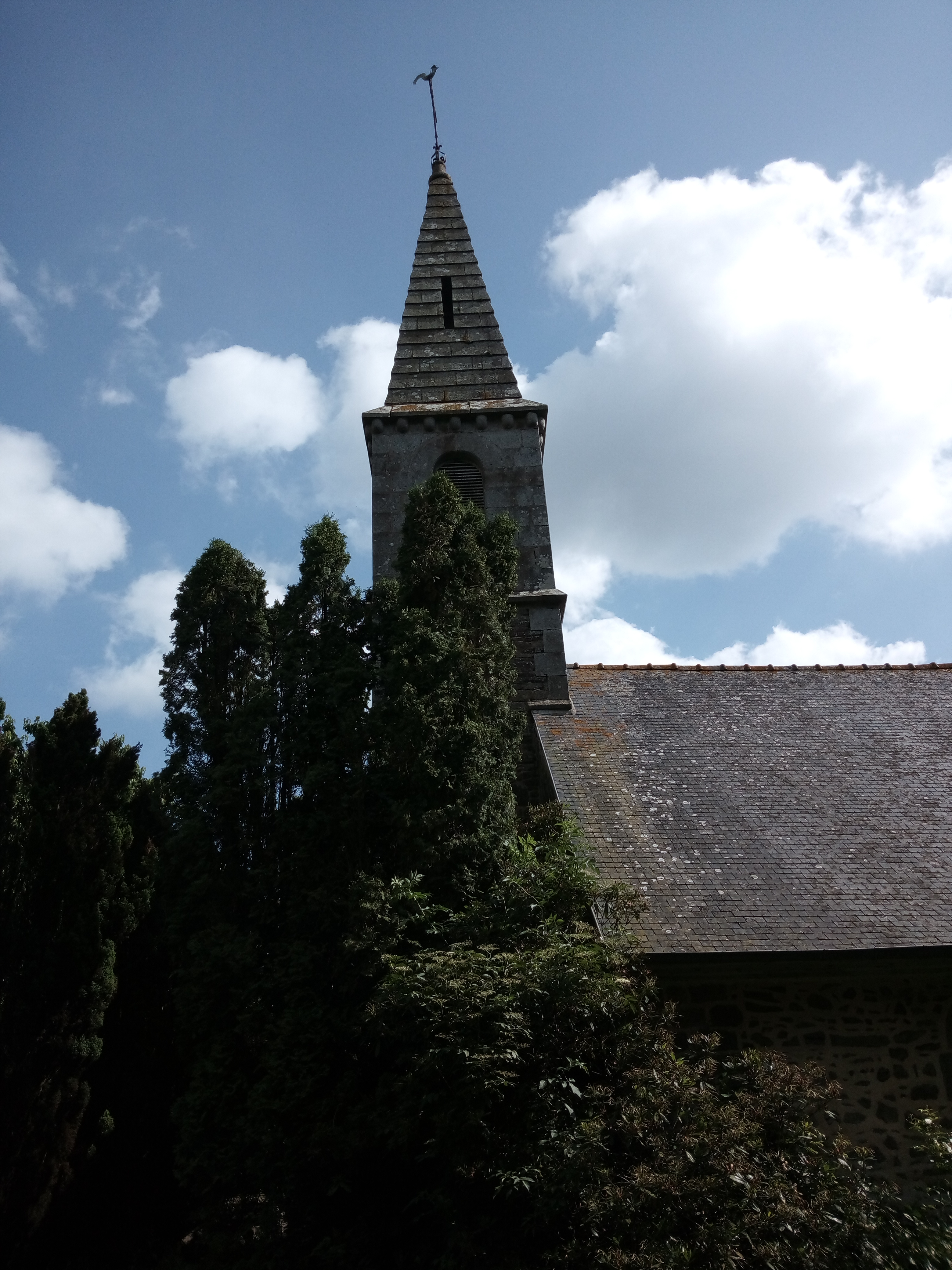
Le clocher de la chapelle du Pont-au-Bray.
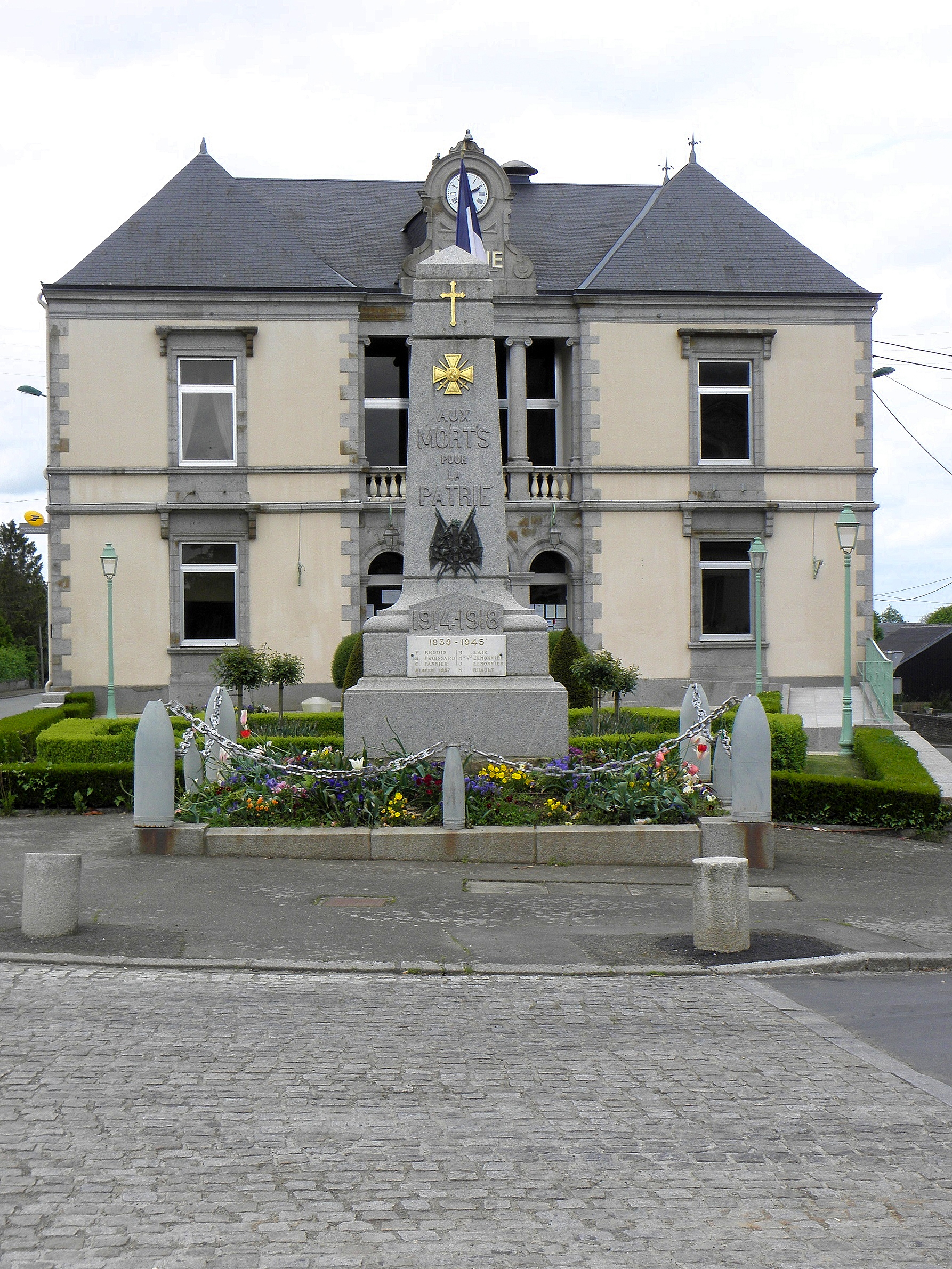
Le monument aux morts devant la mairie.

### Héraldique
| Blason de Landivy | Blason  | D’azur, à un château flanqué de deux tours d’argent, maçonné et ouvert de sable, au lion issant d’argent. Au chef d’hermine. |
| Blason de Landivy | Détails | L’azur représente les trois cours d’eau principaux de Landivy qui lui servent de frontière entre la Bretagne, le Maine et la Normandie: Le ruisseau du Moulin du Pré, celui de Goué et celui du Lairon. Le château indique la présence de l’ancienne forteresse de Mousson qui surveillait la Bretagne. Il indique aussi la présence du château de Pont Aubray. Le lion qui se hisse au-dessus du château représente la province du Maine dans laquelle se trouve la commune maintenant. Il figure sur son blason, dans la bordure en chef dextre. Le chef d’hermine symbolise la Bretagne à la frontière de laquelle se trouve Landivy. Les ornements sont deux branches de bruyère de sinople, fleuries de pourpre, mises en sautoir par la pointe et liées d’argent, afin de signaler l’abondance de cette végétation dans cette partie du département. Le listel d'argent porte le nom de la commune en lettres majuscules de sable. La couronne de tours dit que l’écu est celui d’une commune ; elle n’a rien à voir avec des fortifications. Le statut officiel du blason reste à déterminer. |